# Carnet ATA
Admission Temporaire / Temporary Admission (afgekort A.T.A.) is een carnet dat gebruikt wordt voor tijdelijke invoer en wederuitvoer, tijdelijke uitvoer en wederinvoer evenals de doorvoer van goederen.
De drie belangrijkste mogelijkheden om een ATA-carnet te gebruiken zijn:
- tentoonstellingsgoederen: goederen die gebruikt worden in tentoonstellingen, beurzen, expo's, congressen en (muzikale) voorstellingen. Voorbeelden hiervan zijn schilderijen, beeldhouwwerken en muziekinstrumenten.
- Handelsmonsters: goederen of stalen van goederen die een bepaald type van reeds geproduceerde goederen vertegenwoordigen of modellen van nog te produceren goederen.
- Beroepsmateriaal: goederen die men uit hoofde van zijn beroep of vak nodig heeft om dit te kunnen uitoefenen in het land van invoer. Voorbeelden hiervan zijn: camera- en geluidsmateriaal, drones alsook herstellingsmateriaal.

Er zijn een 75-tal landen bij de ATA-overeenkomst aangesloten. Bij het gebruik van dit formulier wordt de EU als één land aangemerkt.
De afgifte van deze carnets gebeurt door het wereldwijde netwerk van kamers van Koophandel